# トマス・グローヴナー (1734-1795)

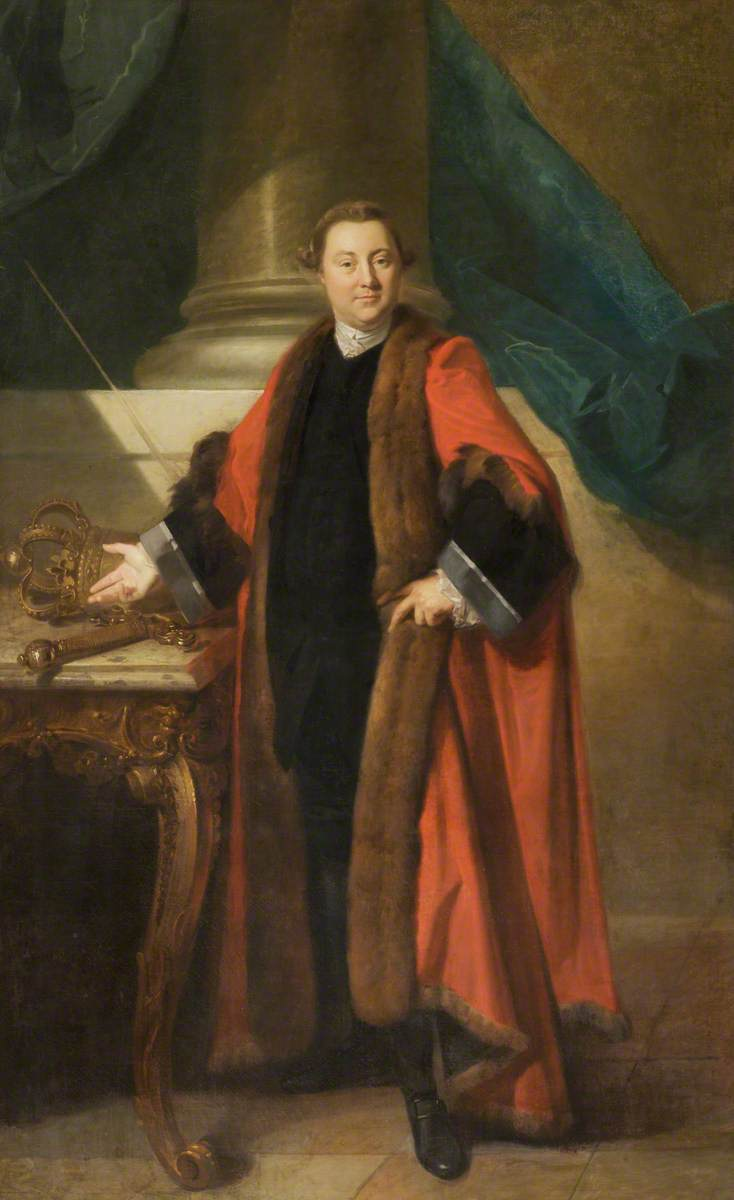
ベンジャミン・ウエストによる肖像画。

トマス・グローヴナー（英語: Thomas Grosvenor、1734年3月 – 1795年2月12日）は、グレートブリテン王国の政治家。1755年から1795年まで庶民院議員を務めた。議会ではトーリー党に属したものの、1774年までの投票における独立志向は強かった。その後はノース内閣を支持したが、やがて1782年3月に内閣に見切りをつけると、首相ノース卿フレデリック・ノースは政権がもはや維持できないと悟って辞任した。1784年にチャールズ・ジェームズ・フォックスと小ピットの和解を目指すセント・オールバンズ・タヴァーン・グループを主導したが、和解を目指す交渉は失敗に終わった。晩年に奴隷貿易廃止に反対した。

## 生涯
第6代準男爵サー・ロバート・グローヴナーとジェーン・ウォー（Jane Warre、1705年ごろ – 1791年5月5日埋葬、トマス・ウォーの娘）の次男として、1734年3月に生まれた。1749年から1751年までウェストミンスター・スクールで教育を受けた後、1751年6月27日にオックスフォード大学オリオル・カレッジに入学、1754年7月2日にM.A.の学位を修得した。また、1750年にはインナー・テンプルにも入学している。
シティ・オブ・チェスター選挙区の現職議員だった父が1755年に死去すると、補欠選挙が行われ、グローヴナーは立候補した。もう1人の現職議員が兄リチャードで、2人とも若かった（グローヴナーは21歳で兄は24歳）ため、グローヴナーの選出に不平のつぶやきを漏らす者もいたが、グローヴナー家のチェスターにおける勢力は強く、それに対抗できる候補がないままグローヴナーは無投票で当選した。その後、グローヴナーは1760年にチェスター市長を務めた。
議会では父と兄と同じくトーリー党に所属し、1762年12月に七年戦争の予備講和条約に賛成した。しかしその後は独立志向を強め、グレンヴィル内閣期の1764年2月にリンゴ酒税法の廃止に賛成票を投じたものの一般逮捕状（general warrant）の発行をめぐり内閣に反対し、第1次ロッキンガム侯爵内閣期の1765年7月に印紙法廃止に反対票を投じた。以降1774年イギリス総選挙まで独立志向が強かったが、アメリカ独立戦争が近づくにつれノース内閣を支持するようになり、1774年3月にボストン港法に賛成する概ね内閣を支持した。この時期のグローヴナーは政敵にも尊敬されており、野党寄りの『ジ・イングリッシュ・クロニクル』が1781年にグローヴナーを称えているほか、与党のなかでも戦時大臣のチャールズ・ジェンキンソンが「このような時期において、グローヴナーは注目すべき人物だ」と述べている。
対米戦争の戦況が悪化する中、1782年2月22日、2月27日、3月8日の3度にわたって提出された、戦争継続に反対する動議に反対票を投じたが、やがて内閣に見切りをつけ、首相ノース卿フレデリック・ノースに対し「明日の採決には内閣側で投票するが、これ以上戦うそぶりを見せたら野党に回る」と述べた。これによりノース卿は潮時であると悟って辞任を決意した。
続くシェルバーン伯爵内閣期の1783年2月に予備講和条約に賛成票を投じ、フォックス＝ノース連立内閣期にチャールズ・ジェームズ・フォックスが提出した東インド法案に対しては1783年11月に反対票を投じた。この時期はフォックスと小ピットの激しい政争が続いた時期だったが、グローヴナーはセント・オールバンズ・タヴァーン（St. Alban's Tavern）で開かれた会合の議長を務め、2人の和解を目指した。この事件から、グローヴナーら2人の和解を目指す議員はセント・オールバンズ・タヴァーン・グループと呼ばれた。2人とも話し合いに同意したが、フォックスが話し合いの前に小ピットの首相辞任を要求し、小ピットが拒否したため、結局は失敗に終わった。同年の総選挙ではじめて無投票当選ではなく、対立候補を立てられたが、得票数1位（713票）で大差をつけて当選した。以降は小ピット派の一員になり、1788年に叙爵を申請したが失敗に終わった。
1791年4月、奴隷貿易の廃止に反対して演説し、「奴隷貿易廃止に反対する理由は20もある。その1つ目は奴隷貿易の廃止が不可能であることで、したがって残りの19の理由を挙げる必要はない」「奴隷貿易は好まれる商売ではない。肉屋も好まれる商売ではないが、（その産出物である）マトン肉は好まれる」という趣旨の発言をした。
1795年2月12日に死去、長男リチャードが遺産を継承した。

## 家族
1758年9月21日、デボラ・スキナー（Deborah Skynner、スティーブン・スキナーの娘）と結婚、4男2女をもうけた。
- マリア＝デボラ（1760年8月30日[7] – 1834年2月26日） - 生涯未婚[8]
- リチャード（英語版）（1762年10月5日 – 1819年2月8日） - 庶民院議員[6]
- スティーブン（1763年12月8日[7] – 1795年までに没[9]） - 生涯未婚[7]
- トマス（英語版）（1764年5月30日 – 1851年1月20日） - 陸軍軍人、庶民院議員[9]
- エマ（1765年9月26日[7] – 1793年[8]） - 生涯未婚のままリスボンにて没[7]
- ロバート（1767年6月7日[8] – 1842年12月17日） - 1784年12月15日にオックスフォード大学クライスト・チャーチに入学、1788年にB.A.の学位を修得[3]。1795年にオックスフォード大学オール・ソウルズ・カレッジのフェローになり、1842年に死去するまで務めた[3]